# Чапы

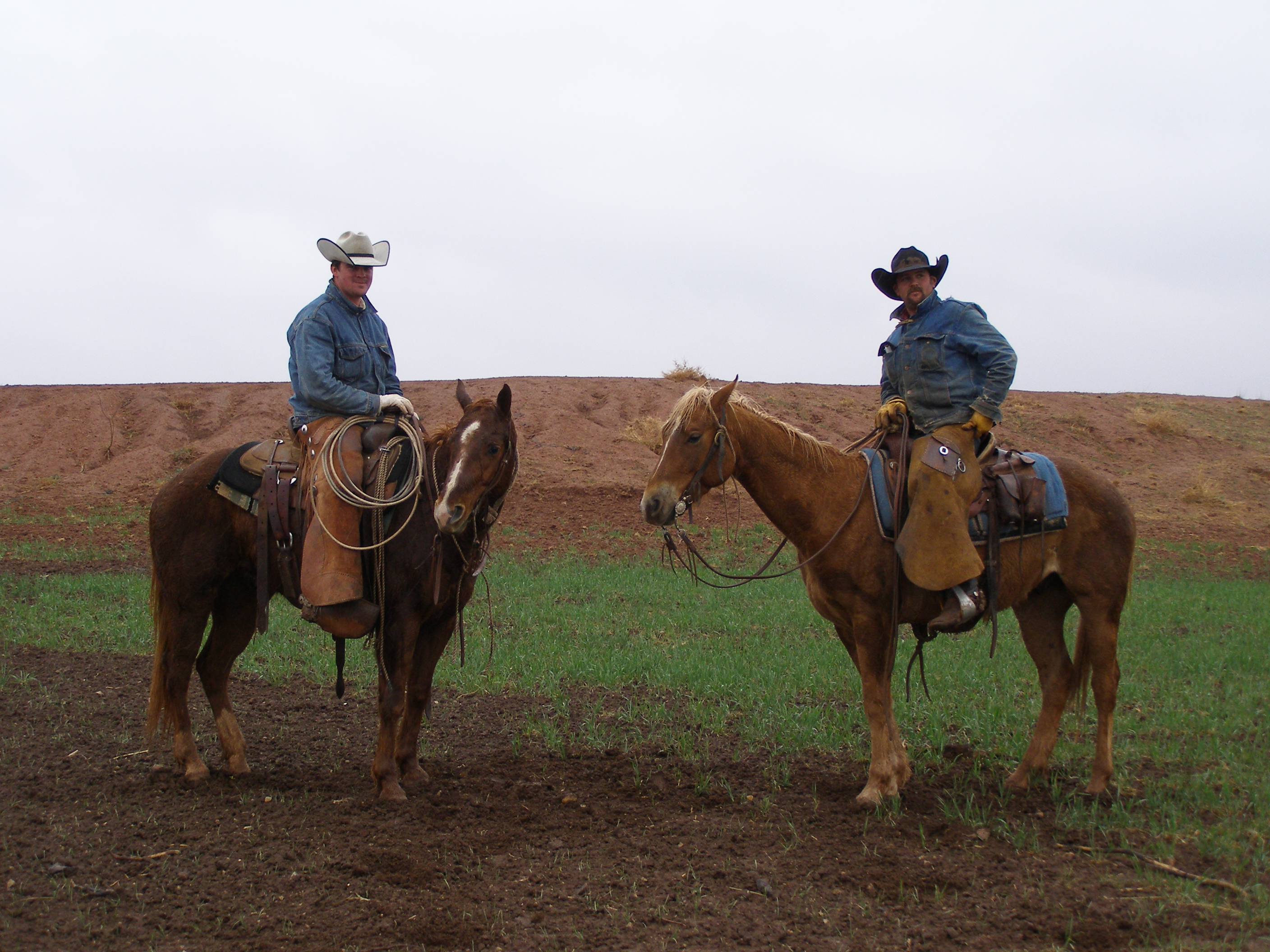
Ковбои в чапах типа «крыло летучей мыши»

Чапы (англ. сhaps), легины (англ. leggings) — кожаные ноговицы (гетры, гамаши), рабочая одежда ковбоя,  которые надеваются поверх обычных штанов, чтобы защитить ноги всадника во время езды по зарослям чапараля (chaparral — заросли карликового дуба и можжевельника), от укусов лошади, от ушибов при падении, проч.

## Разновидности
Прототипами чапов ковбоев послужили чапарахос (исп. chaparajos) или чапаррерас (исп. chaparreras) мексиканских вакеро и чаро, а также, в какой-то мере и легины индейцев. Чапы производились массово как рабочая одежда и имели однообразный вид, что не исключало существования индивидуальных моделей, особенно это касается современности. Все разновидности ковбойских легин держатся на поясе, который застёгивается сзади. Спереди обе части соединены шнуровкой.
- «Дробовик» (shotgun) или  «закрытая нога» (closed leg) — обе штанины сшиты по всей длине ноги. Имеются два накладных кармана. Часто сбоку украшены бахромой.
- «Крыло летучей мыши» (batwing) — штанины не сшиты, а завёрнуты вокруг ноги. Одна сторона кожи оставлена в виде широкого полотнища. Внутренняя часть завёртывается вокруг ноги и застёгивается изнутри с помощью крючков и петель. Петли удерживают ремешки, которые выведены наружу широких полотнищ, где удерживают также металлические или кожаные розетки кончас (исп. ракушки) и образуют редкую бахрому. Также имеется пара карманов. Batwing удобнее надевать и снимать, чем закрытые легины.
- Chinks в длину на два-четыре дюйма (5-10 см) ниже колена, часто с очень длинной бахромой внизу и по бокам, что делает их визуально длиннее на 4 дюйма (10 см). Конструкция как и у batwings. Как правило, на бедре имеется только два крепления. В них прохладнее и они более подходят для тёплого климата. Иногда их называют «получапы» (half-chaps, mini-chaps). В оригинальной этимологии были chincaderos или chigaderos и, возможно, первоначально относилось к armitas («доспехи» — передник из двух кусков кожи). Чаще всего их носили  ковбои Юго-Запада и тихоокеанских штатов, прежде всего те, кто следуют традиции вакеро (vaquero) или баккару (buckaroo).
- «Меховики» или «ангора» (woolies, angora) являются вариантом дробовика. Передняя их часть изготавливается из шкуры ангорской козы или овечьей, волчьей, медвежьей шкур, волосатой воловьей кожи. Часто имели с внутренней стороны ноги холст. Они характерны для северных равнин и Скалистых гор. Появились на Великих равнинах около 1887 года.

Используются также некоторыми американскими байкерами с той же защитной целью.

## Перевод на русский
Мастера «золотого века» советского перевода, (например, см. произведения О. Генри), предпочитали использовать для перевода английского слова «сhaps» вариант «чаппарахас», а не «чапсы». Они поступали согласно стандартам академического перевода — поскольку название этого вида одежды имеет мексиканское происхождение (из испанского языка), слово же «сhaps» является американским сокращением первоначального наименования, возникшим позже.
В последнее время, с ростом привычки к «буквальным» прочтениям без поиска оригинального слова переводчиков, эта тенденция несколько потерялась, и в переводах встречается слово «чапсы».